# Loudetia flavida
Loudetia flavida är en gräsart som först beskrevs av Otto Stapf, och fick sitt nu gällande namn av Charles Edward Hubbard. Loudetia flavida ingår i släktet Loudetia och familjen gräs. Inga underarter finns listade i Catalogue of Life.